# A Belle to Remember
A Belle to Remember é o EP de estreia da atriz e cantora americana Hayley Kiyoko, que marca o início da carreira solo da artista. Foi lançado lançado em 12 de março de 2013, através da sua gravadora independente Dollylama Records. Kiyoko co-escreveu o EP junto com o produtor e multi-instrumentista James Flannigan que produziu e escreveu. O extended play é descrito como “disco pop”. O mini-álbum tem a faixa-título, “A Belle to Remember”, e “Rich Youth” como singles.

## Singles
O primeiro single do mini-álbum foi “A Belle to Remember” que é faixa-título do EP. Seu lançamento ocorreu em 1º de julho de 2013. 
O segundo single foi “Rich Youth”, lançado em 15 de setembro de 2014 junto com o seu videoclipe. 

## Lista de faixas
| N.º            | Título                | Compositor(es)                      | Produtor(es)   | Duração |  |
| 1.             | "A Belle to Remember" | Hayley Kiyoko Jacques Brautbar      | Brautbar       | 3:26    |  |
| 2.             | "Rich Youth"          | Kiyoko James Flannigan Anders Grahn | Flannigan      | 3:27    |  |
| 3.             | "Maple"               | Kiyoko Gannin Arnold Adam Watts     | Kiyoko         | 3:01    |  |
| 4.             | "Hit & Run"           | Kiyoko                              | Kiyoko         | 3:33    |  |
| 5.             | "Wild & Wicked World" | Kiyoko Adam Watts Gannin Arnold     | Watts Arnold   | 3:24    |  |
| 6.             | "Better Than Love"    | Kiyoko                              | Kiyoko         | 3:09    |  |
| Duração total: | Duração total:        | Duração total:                      | Duração total: | 20:00   |  |